# بوب هارت
بوب هارت (بالإنجليزية: Bob Hart)‏ هو لاعب كرة قاعدة أمريكي، ولد في 22 نوفمبر 1879 في كينسينغتون في الولايات المتحدة، وتوفي في 10 مايو 1937 في لوويل في الولايات المتحدة بسبب نوبة قلبية.